# 根室半島チャシ跡群
根室半島チャシ跡群（ねむろはんとうチャシあとぐん）は、北海道根室市にある24か所のチャシ跡（チャシコツ）の総称。国の史跡に指定されている。

## 概要
北海道内には約700のチャシが確認されているが、根室半島は特にチャシが集中している場所の一つであり、約30のチャシが確認されている。このうち24か所が史跡となっている。
これらのチャシは16世紀から18世紀にかけて造営されたもので、道外の戦国時代から江戸時代にあたり、その当時の社会・経済・政治情勢と関連した遺跡である。ここのチャシの堀は方形に掘られており、これは最終的な形式のものである。
現在でも各チャシの堀は保存状態がよく遺構が確認できる。しかし、チャシ内にどのような建造物が建てられていたかは現在のところ不明である。
チャシは一般的には「砦」と考えられているが、見張場や聖地、談判の場としても活用されていたと思われる。
- 1983年（昭和58年）4月26日、国の史跡に指定された[2]。
- 1984年（昭和59年）7月24日、国の史跡に追加指定された[2]。
- 2006年（平成18年）4月6日、日本100名城（1番）に選定された。

## チャシ群一覧

### チャルコロモイチャシ
所在地：根室市温根沼、形式：面崖式、遺構：空堀
- チャルコロフイナ1号チャシ
- チャルコロフイナ2号チャシ

### ウェンナイチャシ
所在地：根室市穂香、形式：面崖式、遺構：空堀
- ポントマリ2号チャシ
- ポントマリ3号チャシ

### ニランケウシチャシ（ホニオイ東チャシ）
所在地：根室市穂香、形式：面崖式、遺構：空堀
- ニランケウシ1号チャシ（ホニオイ東3号チャシ）
- ニランケウシ2号チャシ（ホニオイ東2号チャシ）
- ニランケウシ3号チャシ（ホニオイ東1号チャシ）

### アッケシエトチャシ（キナトイシチャシ）
所在地：根室市穂香、形式：面崖式、遺構：空堀
- アッケシエト1号チャシ（キナトイシ1号チャシ）
- アッケシエト2号チャシ（キナトイシ2号チャシ）

### シエナハウシチャシ（スナバウスチャシ）
所在地：根室市牧の内、形式：面崖式、遺構：空堀

### コタンケシチャシ
所在地：根室市牧の内、形式：丘先式、遺構：空堀
- コタンケシ1号チャシ
- コタンケシ2号チャシ

### ノッカマフチャシ
所在地：根室市牧の内、形式：面崖式、遺構：空堀
- ノッカマフ1号チャシ
- ノッカマフ2号チャシ

### サツコタンチャシ
所在地：根室市豊里、形式：丘先式、遺構：空堀

### コンブウシムイチャシ（トーサムポロチャシ）
所在地：根室市温根元、形式：面崖式、遺構：空堀

### トーシャム2号チャシ
所在地：根室市温根元、形式：面崖式、遺構：空堀
- トーサムポロ沼5号チャシ
- トーサムポロR1西チャシ

### ピリカヲタチャシ
所在地：根室市温根元、形式：丘先式、遺構：空堀
- ヒリカヲタチャシ
- トーサムポロ沼1号チャシ
- トーサムポロL2チャシ

### ヲンネモトチャシ
所在地：根室市温根元、形式：丘先式、遺構：空堀

### アフラモイチャシ
所在地：根室市落石、形式：丘先式、遺構：空堀

### ポンモイチャシ
所在地：根室市納沙布岬、形式：丘先式、遺構：空堀

## 現地情報

### 交通アクセス
- ヲンネモトチャシは、JR根室本線「根室駅」から根室交通バス「納沙布線」で約35分「納沙布岬」下車、温根元漁港方面に徒歩約20分